# Голманска маска
Голманска маска је заштитна маска коју носе голмани у хокеју на леду, хокеју на трави као и хокеју на ролшуама и ролерима како би се заштитили од повреда које могу настати при ударцу пака, лопте, палице или другог играча у лице.
Голманске маске су се почеле користити педесетих година у хокеју на леду, а касније су прихваћене и у осталим спортовима. Њихово кориштење је омогућило голманима да храбрије бране без страха од тешких повреда што је довело до тога да голмани некада намјерно бране ударце главом, као и до промјене у врсти удараца на гол јер су голмани почели да бране спуштени на кољена.
Данас се користе маске од фибергласа које су комбинација кациге и заштитне мреже на које голмани често стављају различите декорације које су њихов лични, клупски или национални симбол.

## Историја
Прва голманска маска је била од маска од фибергласа из 1927. Маска је раније кориштена у мачевању и прва је користила голманка унивезитета Квинс, Елизабет Грејем како би заштитила своје зубе. Затим је Клинт Бенедикт користио кожну маску са америчког фудбала како би заштитио свој нос. На Олимпијским играма 1936. Теиџи Хома је носио маску сличну маскама хватача у бејзболу. Маска је била од коже и имала је жичани кавез како би заштитила лице и наочале голмана.
Први голман који је стално носио маску за стално је био голман Монтреал канадијенса Жак Плант који је маску почео носити 1959. године. Прво је носио маску само на тренинзима, а након тешке повреде лица почео је да користи маску и током утакмица. Носећи маску Плант је неколико утакмица успио да сачува своју мрежу па је на пар утакмица престао да носи маску због притужби других тимова. Многи су исмијавали Планта као кукавицу, али је он објашњавао свој потез као природан, упоређујући га са кориштењем падобрана код падобранаца.
Његова маска је била од фибергласа и уклапала се у облик његовог лица са прорезима на устима и очима. Иако се такве маске више не користе у хокеју, оне су постале изузетно популарне па су кориштене у неким холивудским хорор филмовима и на наступима неких изузетно популарних бендова.
Након Планта и други голмани су почели да користе заштитне маске. Посљедњи голман који није користио заштитну маску је био Енди Браун који је завршио каријеру 1974.
Седамдесетих година су постале популарне маске које су комбинација кацига и заштитне мреже. Први голман који је носио такве маске је био Владислав Третјак, совјетски голман који је играо против Канаде на љетњом турниру 1972. И ове кациге су биле исмијаване и оспораване због непружања довољне заштите. Први голман који је почео да користи данас најпопуларнију масу од пуног фибергласа је био Ден Клутијер, голман Лос Анђелес кингса.

## Врсте маски
Доминик Хашек је био један од најпопуларнијих голмана који су користили комбиновану кацига-маску и један од посљедњих НХЛ голмана који је користио. Код таквих кацига мрежа брани читаво лице при чему се квадрати мреже мањи од пака. Данас се такве маске користе на нижим ниовоима и у млађим категоријама јер голмани тврде да на тај начин боље виде пак и имају мање клаустрофобичан осјећај, али су овакве кациге мање безбједне према већини истраживања.
Маска од пуног фибергласа је данас најпопуларнија маска. Код ње мрежа брани само дио око очију ток је остатак мреже од чврстог фибергласа, карбонских полимера и кевлара. Ове маске су безбједније јер дају боље резултате при удару пака у њих.
Неки голмани носе посебне комбинације ова два типа маски.